# Alexander Wladimirowitsch Beketow
Alexander Wladimirowitsch Beketow (russisch Александр Владимирович Бекетов; * 14. März 1970 in Woskressensk, Oblast Moskau, Sowjetunion) ist ein russischer Degenfechter und Olympiasieger.

## Erfolge
Bei den Olympischen Spielen 1996 in Atlanta gewann der 1,82 m große Beketow die Goldmedaille im Degen-Einzelwettbewerb und zusammen mit Pawel Kolobkow und Waleri Sacharewitsch die Silbermedaille im Degen-Mannschaftswettbewerb.
1994 wurde Beketow russischer Meister.
Seit 2014 arbeitet Beketow als Trainer der russischen Degen-Nationalmannschaft beim Modernen Fünfkampf.

## Auszeichnungen
- 1996:  Verdienter Meister des Sports Russlands[2]
- 1997:  Orden für Courage[2][3]
- 2000:  Verdienter Trainer des Sports Russlands[2][4]